# Marc Marie de Rotz
Marc Marie de Rotz (ur. 26 marca 1840 w Bayeux, zm. 7 listopada 1914 w Nagasaki) – francuski ksiądz katolicki, misjonarz i działacz społeczny w Japonii.

## Życiorys
Urodził się w rodzinie szlacheckiej. W 1848 zaczął naukę w szkole Zgromadzenia Świętego Krzyża w Orleanie. W 1860 rozpoczął studia w seminarium duchownym w tym mieście, a dwa lata później przeniósł się do seminarium Towarzystwa Misji Zagranicznych w Paryżu (TMZP). Po ukończeniu studiów i święceniach kapłańskich w 1865 został wikarym w Caen, a w 1867 członkiem TMZP. 

### W Japonii
W czerwcu 1868 na wezwanie ks. B. Petitjeana wyjechał do Japonii, najpierw do Nagasaki, a potem do Jokohamy, gdzie założył drukarnię. W 1871 pomagał w budowie Saint Maur International School w tym mieście, najstarszej międzynarodowej szkoły w Japonii. Kiedy w 1873 władze japońskie zalegalizowały chrześcijaństwo, de Rotz wrócił do Nagasaki i uruchomił tam drukarnię. W 1874 leczył tam ofiary epidemii czerwonki.
W 1878 został proboszczem w Shitsu koło Nagasaki, nakłaniając licznych „ukrytych chrześcijan” (kakure-kirishitan) do powrotu do katolicyzmu. Założył tam sierociniec w 1880, a 3 lata później ośrodek pomocy humanitarnej. Szerzył wśród miejscowej ludności wiedzę na temat nowoczesnych metod produkcji rolnej (np. plantacje herbaty) i przetwórstwa produktów spożywczych (np. fabryka konserw rybnych) oraz tkactwa i wyrobu sieci rybackich. Wiele z tych projektów de Rotz finansował z własnego majątku. W 1886 de Rotz otworzył tam klinikę chorób zakaźnych.
W 1914, pracując przy rozbudowie kościoła Ōura w Nagasaki, de Rotz spadł z rusztowania i zmarł następnego dnia na skutek doznanych urazów. Został pochowany na cmentarzu w Shitsu. Jego pomnik został wzniesiony w Shitsu, znajduje się tu też Izba Pamięci Ojca de Rotza (ド・ロ神父記念館), a miejscowy kościół katolicki (wybudowany przez de Rotza w 1882) został w 2018 wpisany na listę światowego dziedzictwa UNESCO jako jeden z obiektów zaliczonych do Dziedzictwa „ukrytych chrześcijan” w regionie Nagasaki.

## Galeria

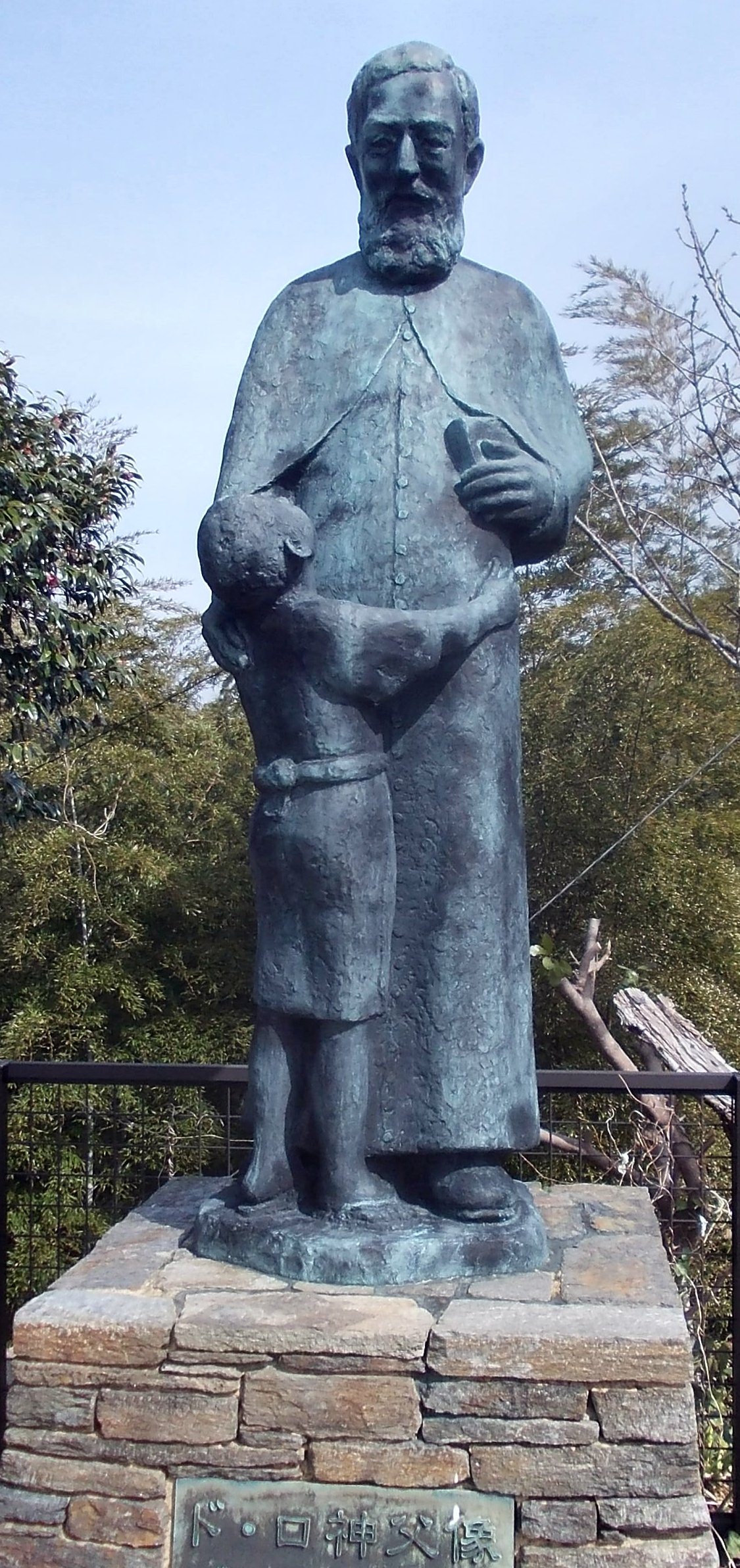
Pomnik księdza de Rotza w Shitsu
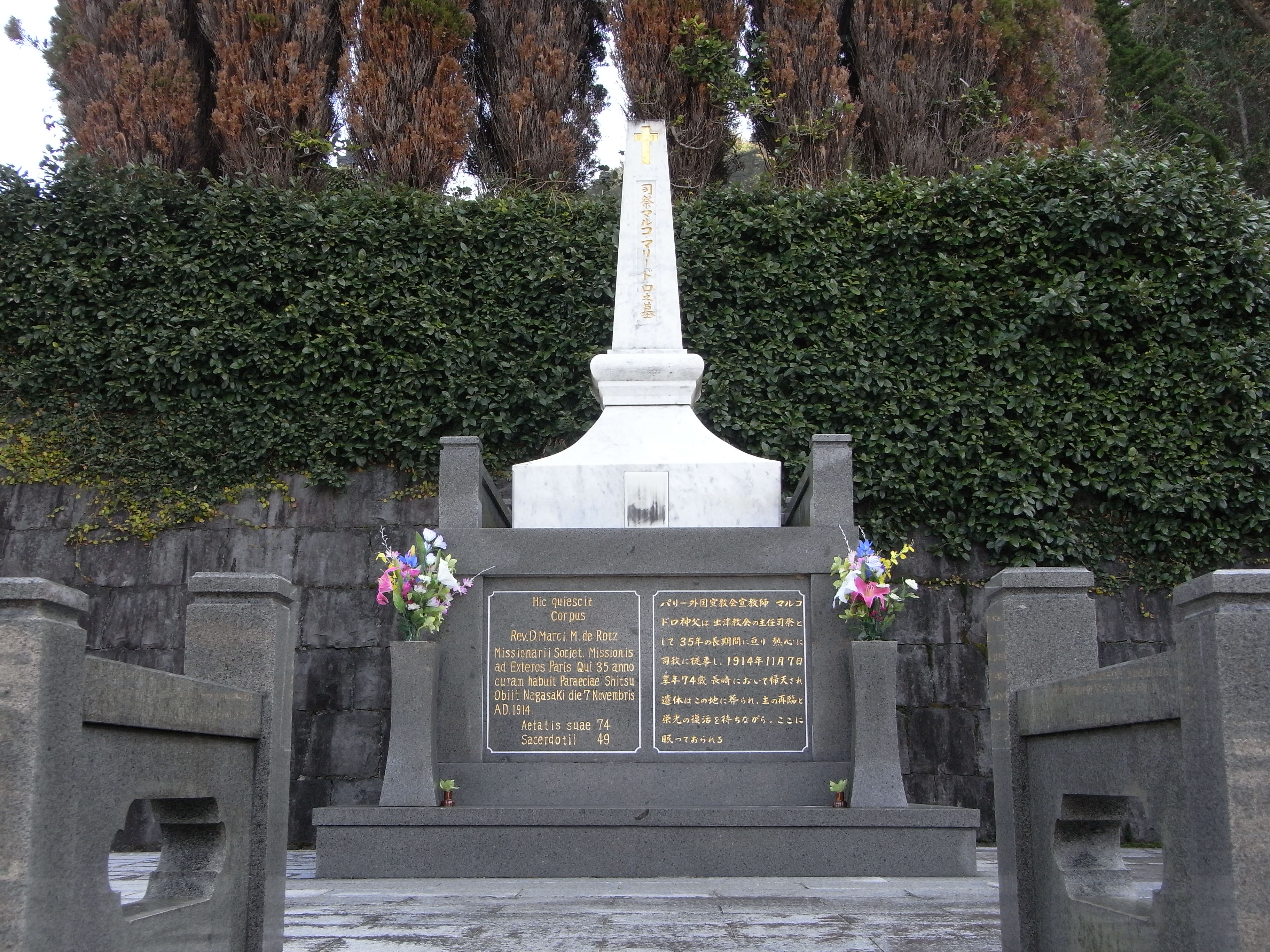
Grób misjonarza
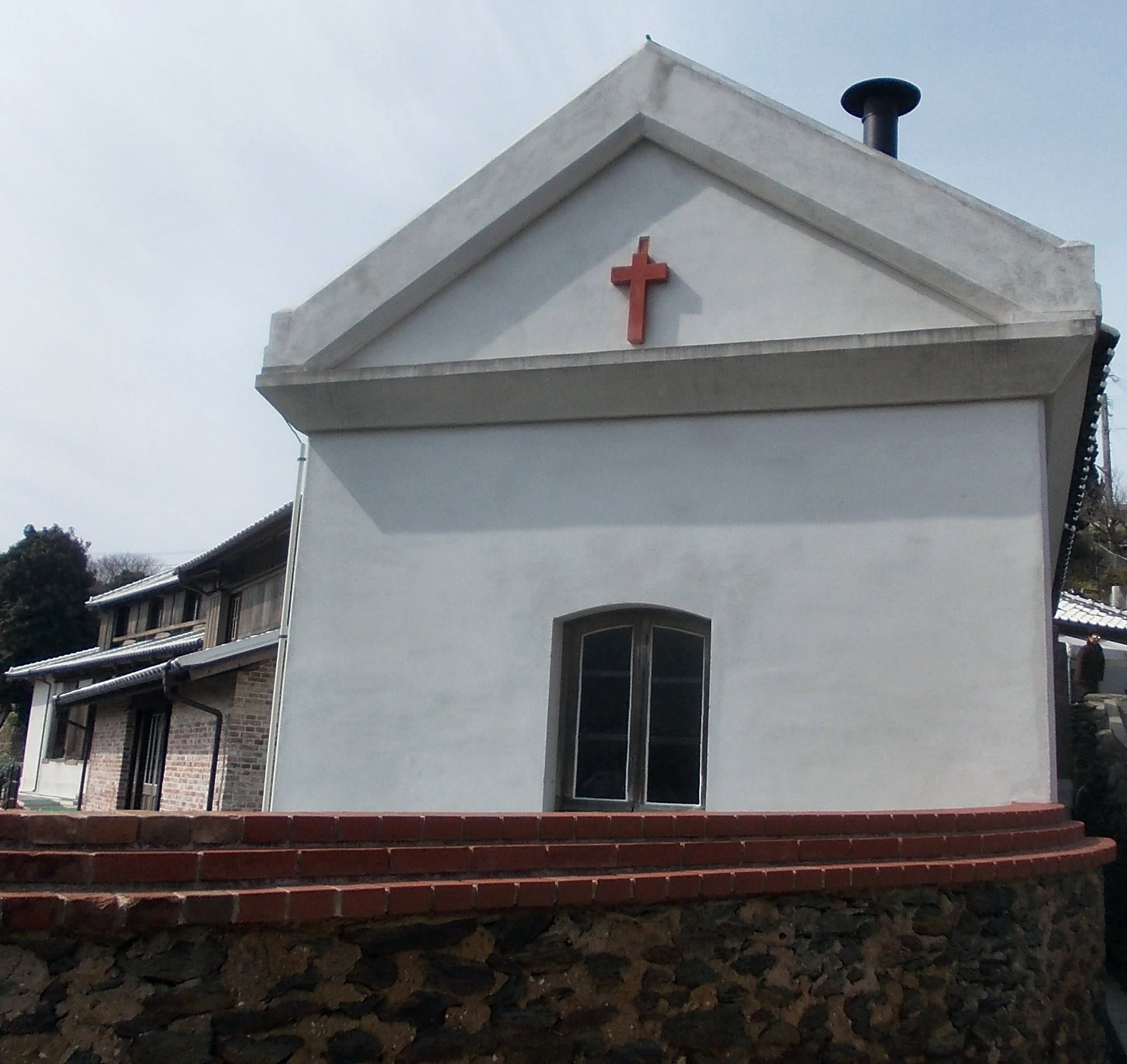
Dawny ośrodek pomocy humanitarnej w Shitsu
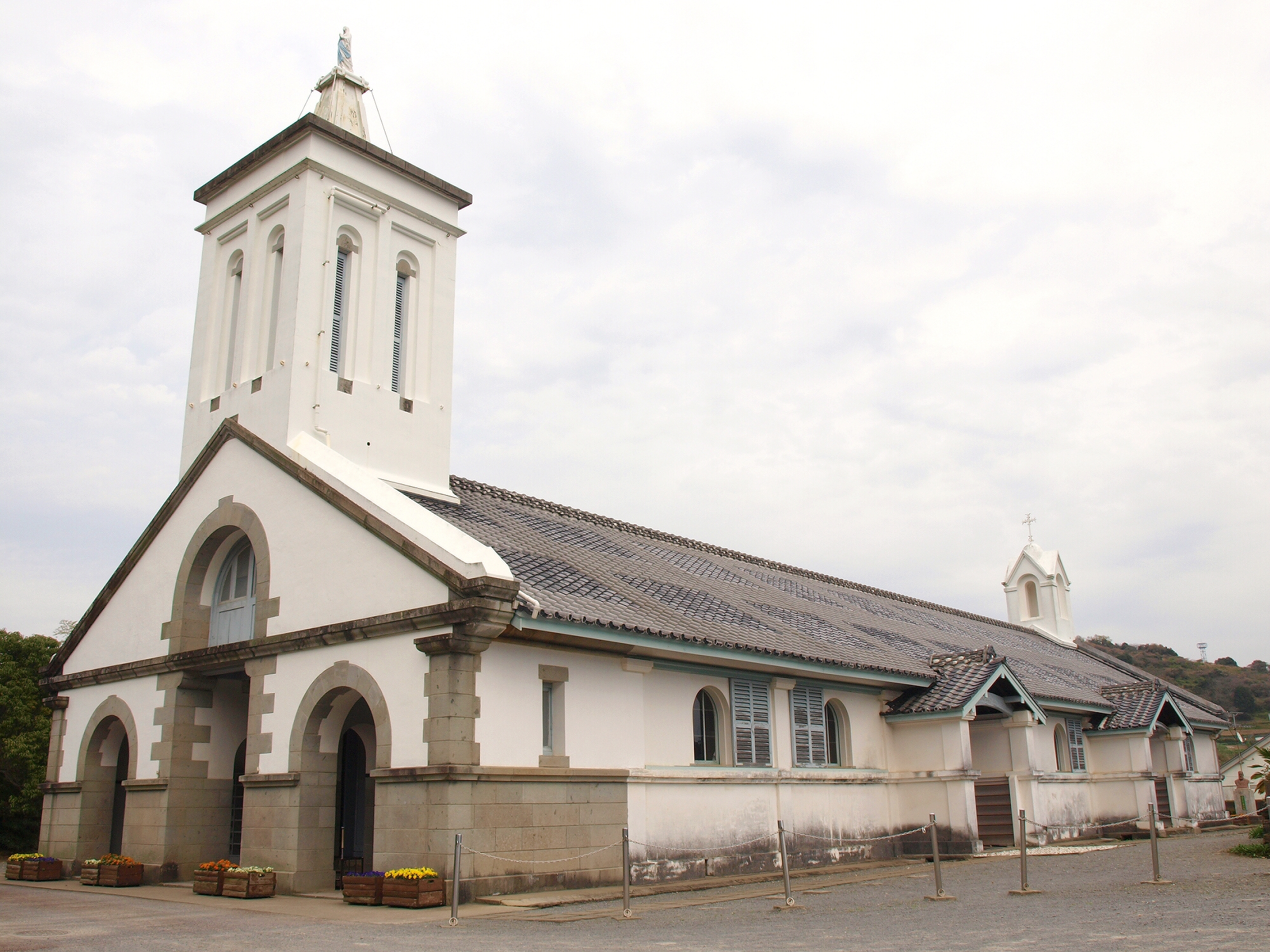
Kościół w Shitsu